# The Disney Gallery
Pour les articles homonymes, voir Disney Gallery.

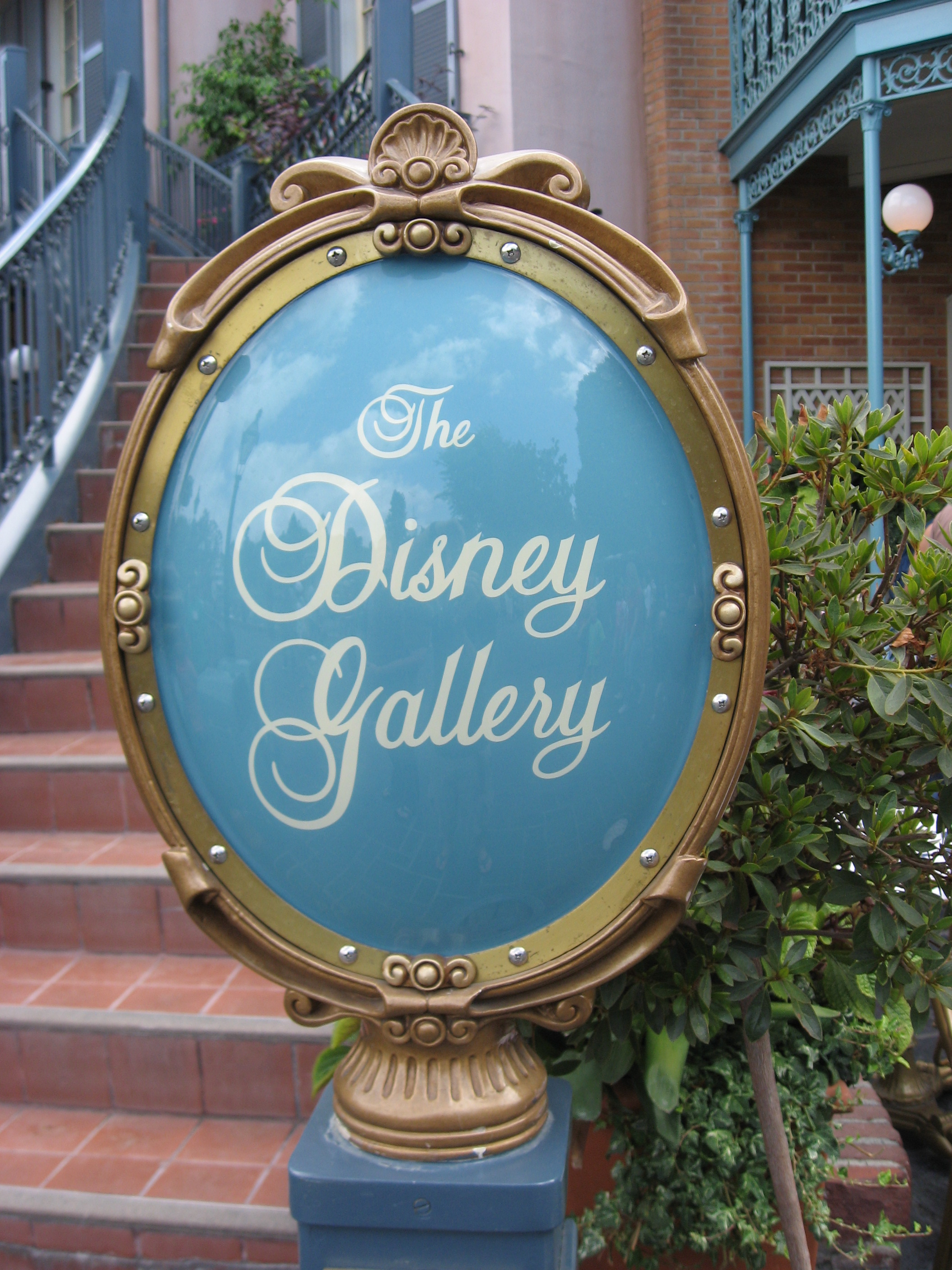
Enseigne de la Disney Gallery.

The Disney Gallery est une attraction de type exposition et une boutique du parc Disneyland à Anaheim en Californie. Elle était située au-dessus de l'entrée de l'attraction Pirates of the Caribbean dans New Orleans Square, mais après une fermeture le 7 août 2007 pour créer la Disneyland Dream Suite, appartement privé à destination des visiteurs, cette attraction est désormais située, depuis le 2 octobre 2009, dans le bâtiment qui serait prétendument la banque de Main Street, USA.
À l'origine, l'espace était prévu pour être une suite privée pour Walt Disney et son frère Roy O. Disney, en plus de l'appartement situé au-dessus de la caserne de pompiers de Main Street USA. Après la mort de Walt, puis celle de Roy, l'espace fut réutilisé comme une suite privée d'entreprise. Ce n'est que le 11 juillet 1987 que la suite est devenue un lieu d'exposition et de vente. Les expositions sont principalement consacrées aux projets de Walt Disney Imagineering au travers d'œuvres d'art (tableaux, maquettes, ...).

## Historique

### La Suite Royale
Au début des années 1960, alors que la construction de New Orleans Square était entamée, Walt Disney décida qu'il avait besoin d'un plus grand espace pour accueillir les visiteurs importants dans le parc. Il possédait déjà un appartement au-dessus de la Caserne de pompiers sur Main Street USA mais trop petit pour tenir une réception. Le calme du nouveau land satisfaisait Walt pour cette salle de réception, plutôt une suite VIP.
Walt avait demandé pour l'agencement de l'appartement, l'aide de la décoratrice de plateau Dorothea Redmond, connue pour les décors d'Autant en emporte le vent. Pour décorer et meubler la suite, Walt laissa sa femme Lilly et le décorateur des studios Disney Emile Kuri, collaborer sur le décor, comme ils avaient pu le faire sur d'autres projets (Club 33, l'appartement au-dessus de la caserne de pompiers, ...)
Walt Disney décède le 15 décembre 1966, et en conséquence de nombreux projets des Walt Disney Productions furent suspendus ou abandonnés. La suite, renommée Royal Suite fut abandonnée à la demande de Roy O. Disney. La principale raison était que la famille Disney ne pouvait pas vraiment prendre plaisir à occuper l'appartement sans la présence de Walt.
Toutefois à la mort de Walt, tout était déjà en place exception faite des meubles. La suite ne fut jamais ce qu'elle devait être.

### Nouveaux locataires
Quelques années plus tard, la société d'assurance Insurance Company of North America (INA) loua la suite afin d'en faire une suite d'entreprise pour accueillir des clients dans le parc. Ils voulaient s'en servir comme une extension du Carefree Corner de Main Street.
Après le départ d'INA (en 1974), c'est la filiale Disneyland International qui occupe l'espace pour des bureaux de direction. Ils seront ainsi utilisés pour concevoir Tokyo Disneyland avec la société Oriental Land Company. Une large maquette du futur parc était disposée dans l'une des pièces dans laquelle les japonais pouvaient voir physiquement le parc.

### L'idée de Tony Baxter
Au milieu des années 1980, (après 1983 et la fin de la construction de Tokyo Disneyland), Disneyland International libéra les lieux pour s'installer dans de plus grands locaux. L'espace libéré a alors un avenir très incertain.
À la même période, Tony Baxter devait trouver un moyen d'améliorer les flux de visiteurs aux abords de l'attraction Pirates of the Caribbean. La file d'attente de l'attraction devenait si longue qu'elle bloquait l'accès au reste de New Orleans Square et à Bear Country (renommé Critter Country en 1988).
Baxter décida d'adopter la configuration actuelle, où la file d'attente passe sous un pont, libérant ainsi le passage reliant  Adventureland à New Orleans Square. Il s'occupa après de l'aspect extérieur de la Suite située au-dessus de la file d'attente. Il conçut un escalier ornemental en fer à cheval à deux volées qui s'accroche presque au pont et encadre le bâtiment. Baxter pensait qu'un si beau lieu que la Suite allait dépérir si elle n'était pas vue par les visiteurs.
Baxter demanda ensuite au nouveau président et Chief Operating Officer (directeur des opérations) de la Walt Disney Company Frank Wells quels étaient les projets pour la Suite en elle-même. Wells évoqua le manque d'espace du Club 33 et l'envie d'avoir de nouveaux membres. Baxter revint avec l'idée d'une galerie d'art ouverte aux visiteurs. Les Imagineers avaient souvent souhaité avoir un lieu pour  exposer leurs œuvres conçues pour les parcs et presque jamais vues par le public. L'idée fut retenue et la Disney Gallery vit le jour.

### LaDisney Dream Siteet déménagement dans Main Street
Le 1er octobre 2007, Disney annonce que l'espace d'exposition sera transformé en une suite hôtelière pour les visiteurs dans le cadre de la cérémonie Year of a Million Dreams. L'espace ferme dès le 7 octobre.
Afin de poursuivre la présentation d'exposition, un nouveau lieu est envisagé. Le 2 octobre 2009, le bâtiment présenté comme l'ancienne banque de Main Street ouvre comme le nouveau lieu d'exposition, baptisé aussi Disney Gallery.

## Historique des expositions
La Disney Gallery est comme son nom l'indique une galerie Disney. Sa vocation première est d'être un lieu d'exposition. Elle propose aussi des articles à acheter que ce soit des œuvres exposées ou des produits dérivés de ces œuvres. La galerie a présenté de nombreuses expositions présentées ci-après.
- Ouverture : 11 juillet 1987
- Fermeture : 7 octobre 2007
- Réouverture dans Main Street : 2 octobre 2009
- Type d'attraction : Exposition
- Situation : 33° 48′ 40″ N, 117° 55′ 15″ O

### The Art of Disneyland (1987-1997)
Cette exposition ouvrit avec la galerie en 1987. Elle comprenait des maquettes et des œuvres d'art associées à diverses attractions de l'histoire de Disneyland.
La plus célèbre des pièces était la maquette original du Château de la Belle au Bois Dormant dans la première salle. Au cours des années, l'exposition fut renouvelée et les nouveaux ouvrages proposés, concernaient les nouvelles attractions du parc. La dernière "nouvelle" attraction à avoir été présentée est Indiana Jones Adventure sous la forme de Concept Art en 1997.
Durant cette période, une des salles fut occupée par une sous-exposition nommée Le Disneyland qui n'exista jamais". Elle comprenait les concepts artistiques de certaines attractions refusées et non réalisées comme Dumbo's Circus ou Discovery Bay.

### Tomorrowland: Imagining the Future 1955-1998 (1997-2000)
Pour le 10e anniversaire de la galerie, une nouvelle exposition fut présentée. Elle avait pour thème les différentes interprétations du futur au sein de Disneyland. Cette exposition coïncidait avec la construction du Nouveau Tomorrowland de 1998 et était un moyen de stimuler le public vis-à-vis de ce projet.
L'exposition était découpée en trois zones distinctes:
- la première évoquait le Tomorrowland de l'ère atomique (1955 à 1966).
- la seconde dépeignait le Tomorrowland du Monde en mouvement (1967 à 1997). Les pièces les plus célèbres de cette salle étaient une maquette très précise de l'intérieur de Space Mountain. Les visiteurs passaient beaucoup de temps à observer la maquette n'arrivant pas trop à faire correspondre le tracé exact de la maquette avec leurs sensations dans l'attraction.
- la dernière était une présentation des concepts artistiques de la version de 1998 baptisée "Imagination and Beyond". Mais elle comprenait aussi les concepts d'une version abandonnée baptisée "Tomorrowland 2055". Avec l'ouverture en 1998 du Nouveau Tomorrowland, certaines œuvres de cette section furent remplacées par les projets du nouvel Autopia ouvert en 2000.

### A Brush with Disney (un pinceau avec Disney): The Art of Herbert Ryman (2000-2002)
En 2000, la galerie d'exposition présenta pour la première fois, une collection d'œuvres, ciblée sur un seul artiste des Walt Disney Imagineering : Herbert Dickens Ryman. Ryman fut l'auteur des dessins préparatoires pour Disneyland qui permirent à Roy O. Disney d'avoir les apports financiers nécessaires à la construction du projet. Il travailla dans les années 1960 sur le projet Floride.
Cette exposition reflétait la vie de cet artiste à la fois au sein et en dehors de Disney. L'une des salles de l'exposition était consacrée à la Ryman-Carroll Foundation pour les jeunes artistes et la plupart des peintures présentées ont été réalisées par des artistes de la fondation.

### Les 100 Mickeys (2002)
Afin de célébrer le 100e anniversaire de la naissance de Walt Disney, l'ancien Imagineer et spécialiste de la vente Eric Robison reçut la commande par Disneyland de cent portraits uniques de Mickey Mouse, le personnage le plus populaire de Walt. Toutes les peintures furent réalisées sur des supports différents comme des toiles, des boîtes aux lettres, des napperons...
Cette exposition marque le début pour la galerie d'un système d'art à la demande. Les visiteurs peuvent prendre l'une des œuvres qu'ils apprécient (des Mickeys lors de cette exposition) et la faire reproduire sur papier ou sur une toile. Ce système fut et reste très populaire en même temps que rentable.

### Haunted Mansion Holiday (2002-2003)
Pour la saison hivernale 2002, la galerie exposa des œuvres sur le décor apposé durant la saison sur l'attraction Haunted Mansion ainsi que sur le film L'Étrange Noël de Monsieur Jack de Tim Burton, qui sert d'inspiration au décor temporaire. L'exposition comprenait aussi des concepts artistiques de l'attraction originale.

### A Pirate's Life for Me (2003)
Cette exposition présentait les concepts artistiques de l'attraction située juste en dessous, Pirates of the Caribbean. Elle comprenait de nombreux détails et histoires de cette attraction au travers d'esquisses et de dessins de Marc Davis, de maquettes créées par le sculpteur Blaine Gibson (dont quelques bustes de pirates).
En plus de cette exposition sur l'attraction, une pièce présentait les concepts artistiques et les accessoires du film Pirates des Caraïbes 1 : La malédiction du Black Pearl sorti en 2003 et basé sur l'attraction. Les éléments les plus remarquables étaient les costumes d'Elisabeth Swann et du Capitaine Jack Sparrow, une des pièces d'or aztèque et le compas de Jack.

### Frights, Camera, Action! The Haunted Mansion Goes Hollywood (2003-2005)
En raison du succès de l'exposition et du film les Pirates des Caraïbes, Disney reprit l'expérience avec le film Le Manoir hanté et les 999 Fantômes basé lui sur l'attraction Haunted Mansion. L'exposition comprenait, comme celle des pirates, à la fois des éléments sur le film, sur Haunted Mansion et ses différentes versions dans les autres parcs Disney (déjà présentés lors de l'exposition Haunted Mansion Holiday). Bien que le film n'ait pas eu un franc succès, la galerie attira de nombreux visiteurs. L'exposition consacrait aussi une large part à l'influence des différentes maisons hantées sur celle du film.
Une partie des éléments de l'exposition avait été présentée au sein du El Capitan Theatre en 2003.

### Disneyland - A Magical Canvas: 50 Artists Celebrate 50 Years (2005-Present)
Pour célébrer les 50 ans de Disneyland (Happiest Homecoming on Earth), la galerie proposa des œuvres sur le parc lui-même avec un espace d'exposition propre à chaque section ou "land" et assez similaire à The Art of Disneyland.  Mais la différence apparaissait dans le fait que les œuvres exposées n'avaient été réalisées que par seulement 50 "imagineers", sélectionnés en raison de leur impact créatif sur le parc. Certains "imagineers" étaient représentés par plusieurs de leurs œuvres.
Depuis juillet 2006, la première salle de l'exposition a été légèrement modifiée afin d'exposer des œuvres d'art sur les Pirates des Caraïbes à la fois l'attraction et le film. Ce changement est une conséquence du succès du second volet de la trilogie cinématographique. L'exposition comprend des accessoires et des costumes du secret du coffre maudit. Des nombreux éléments reflètent aussi la rénovation de l'attraction avec les nouvelles scènes comprenant le Capitaine Jack Sparrow et Hector Barbossa.

### Enchanting the Classics: Conjuring New Magic for Iconic Disneyland Attractions
Cette exposition est la première présentée dans le nouveau lieu, la banque de Main Street, USA. Elle présente des éléments de travail sur la transformation de l'ancien espace en un lieu d'exposition.